# التعليم في لندن

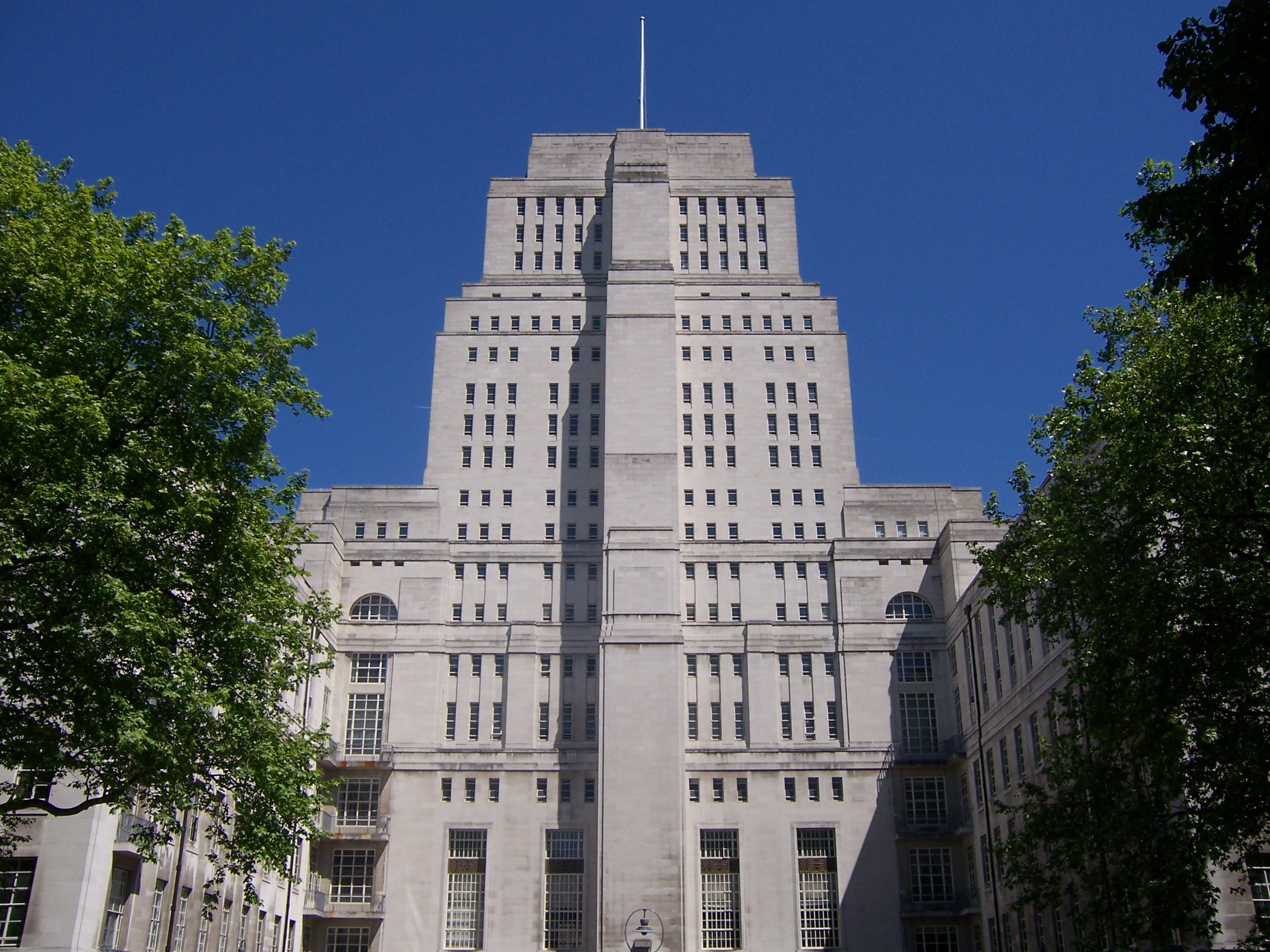
المجلس الأعلى في بلومزبري، هو المركز الإداري لجامعة لندن، وهو اتحاد من مؤسسات التعليم العالي في لندن.

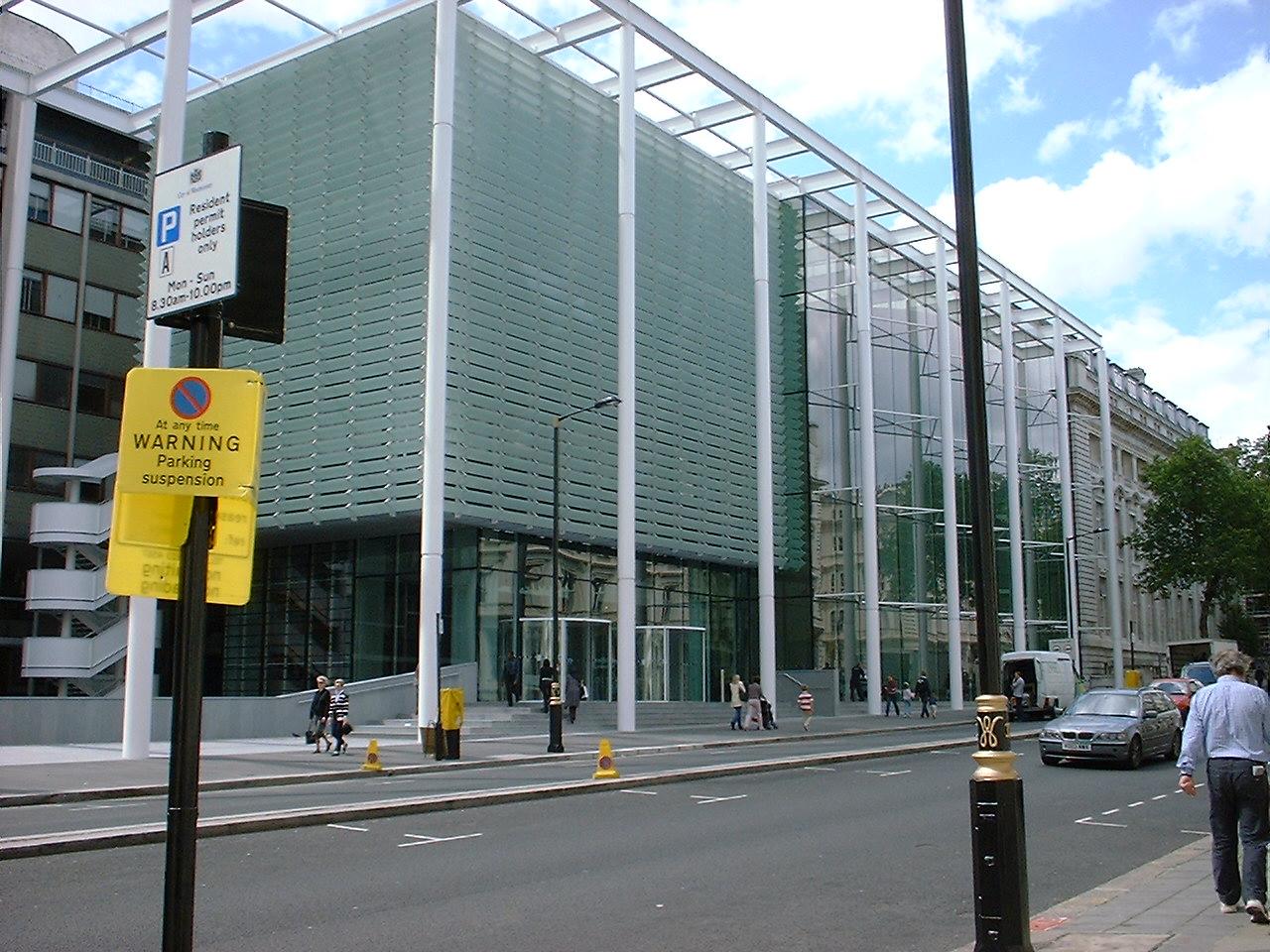
كلية لندن الإمبراطورية

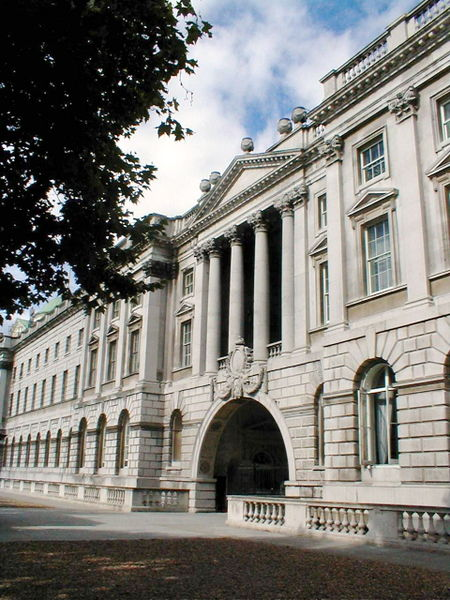
كلية الملك في لندن

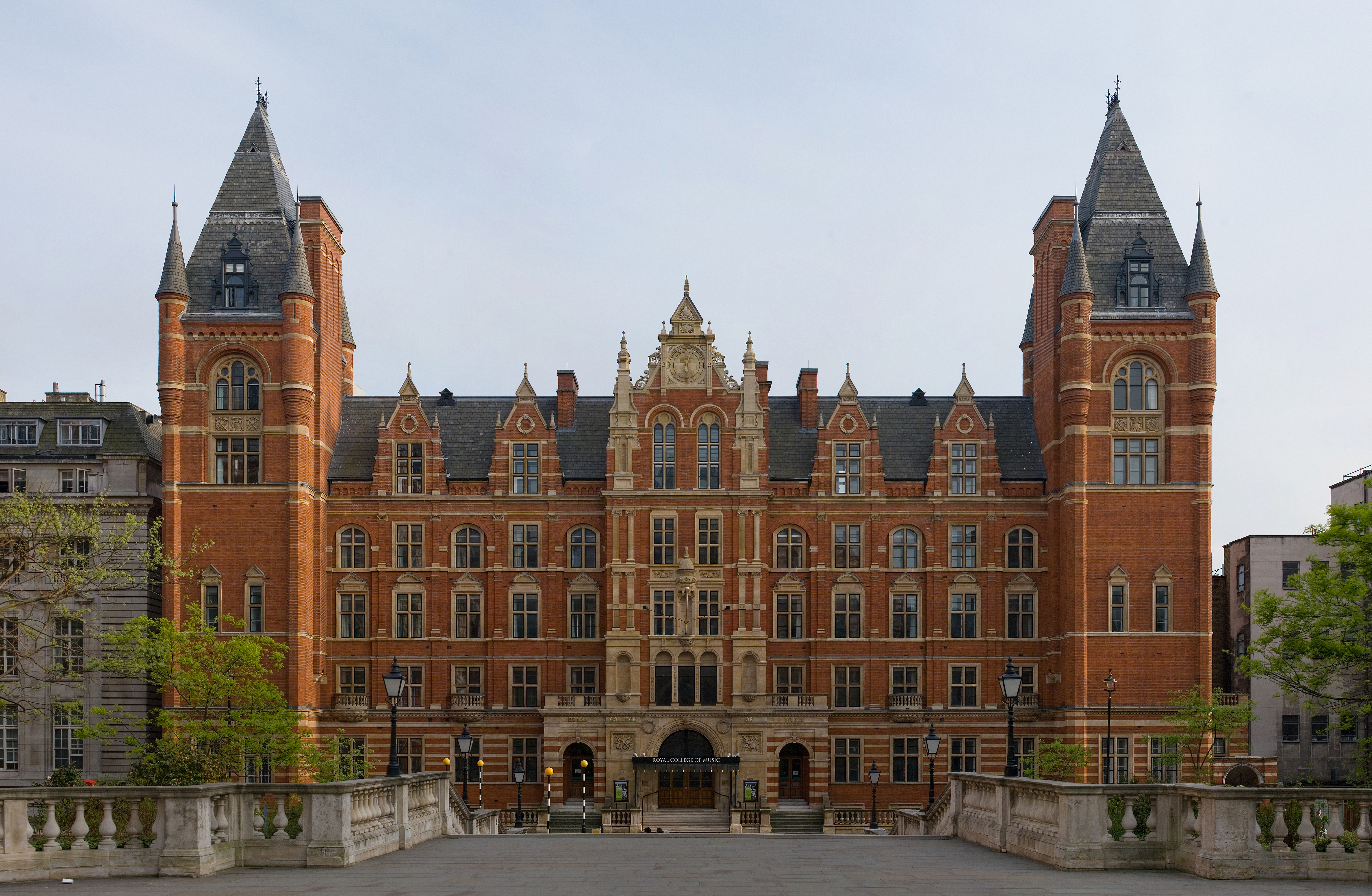
الكلية الملكية للموسيقى

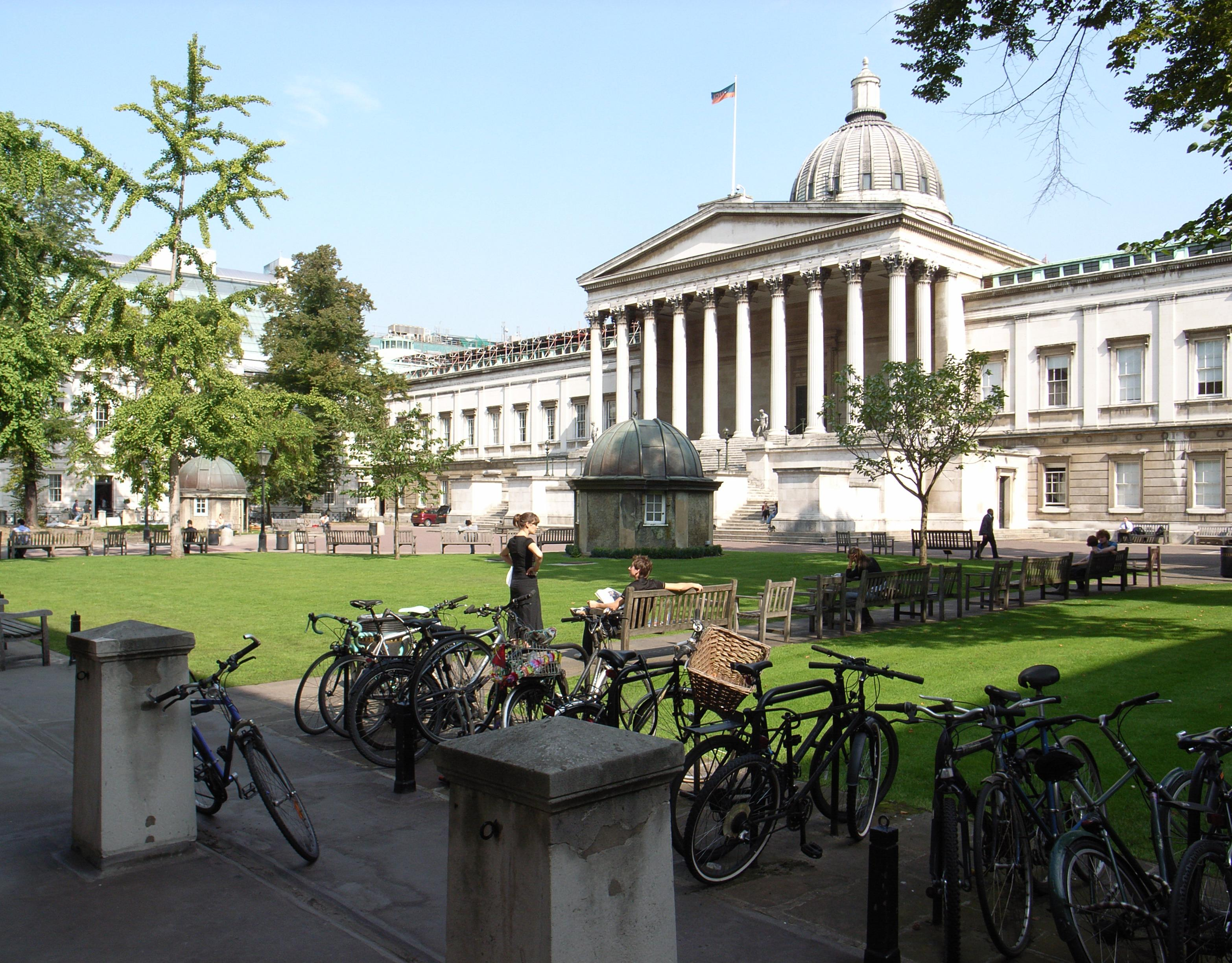
كلية لندن الجامعية

تعتبر لندن مركز تعليمي عالمي رائد، ولديها واحدة من أكبر مجموعات الطلاب المغتربين من أي مدينة في العالم.

## الجامعات
لندن لديها أكبر عدد من الطلاب في أي مدينة بريطانية، وإن لم تكن أعلاهم من حيث النسبة. ويمكن تقسيم الجامعات في لندن إلى مجموعتين:
أولا، جامعة لندن الاتحادية، مع استيعاب طلابي يبلغ 120،000 طالب، فهي أكبر جامعة تعليم متصل في المملكة المتحدة (أصغر فقط من جامعة التعليم عن بعد المفتوحة) وواحدة من أكبر الجامعات في أوروبا. وهي تضم 19 كلية و 12 معهدا، فضلا عن نظام خارجي للتعلم عن بعد. وتتمتع الكليات التأسيسية بدرجة عالية من الاستقلالية، وتتحكم في برامج القبول والدرجات الخاصة بها، وهي في الواقع جامعات في حد ذاتها. وتشمل أكبر كليات جامعة لندن وأكثرهم شهرة (حسب ترتيب عدد الطلاب) كلية الملك في لندن، وكلية لندن الجامعية، وكلية الملكة ماري (جامعة لندن)، وكلية لندن للاقتصاد، وكلية رويال هولواي (جامعة لندن)، وكلية جولدسميث (جامعة لندن)، ومعهد التعليم (جامعة لندن). وتشمل المدارس والمعاهد الصغيرة (التي يقل عدد طلابها عن 5,000 طالب) مدرسة الدراسات الشرقية والأفريقية، وكلية لندن للأعمال، وكلية الصيدلة، ومدرسة لندن للصحة العامة والطب المداري، وكلية الطب في مستشفى سانت جورج، والكلية المركزية للحوار والدراما. جميع مؤسسات جامعة لندن حصلت على شهادات من جامعة لندن نفسها بشكل تقليدي، وليس من الكلية أو المؤسسة الفردية، ولكن هذا تغير في 2007/2008 عندما ظلت كلية الملك في لندن، وكلية لندن للاقتصاد، وكلية لندن الجامعية، ومعهد التعليم ضمن نظام جامعة لندن، ولكن بدأت بمنح درجاتها الخاصة. كانت كلية لندن الإمبراطورية جزءا من جامعة لندن حتى عام 2007، ولكنها الآن مؤسسة منفصلة.
ثانيا، هناك جامعات أخرى ليست جزءا من جامعة لندن، ومعظمها من الجامعات متعددة الفنون حتى تم منح لقب الجامعة لكلية الفنون التطبيقية في المملكة المتحدة بموجب قانون البرلمان لعام 1992. ومن بين هذه الجامعات جامعة وستمنستر، وسيتي يونفيرسيتي لندن، وجامعة لندن الحضرية، وجامعة برونيل، وجامعة غرب لندن، وجامعة شرق لندن ومؤسسات مختلفة أخرى للتعليم العالي.

### البحث
كلية لندن الإمبراطورية، وكلية الملك في لندن، وكلية لندن للاقتصاد، وكلية لندن الجامعية تعد من مراكز البحوث الرائدة وتقف جنبا إلى جنب مع معهد ماساتشوستس للتكنولوجيا، وجامعة كاليفورنيا (بركلي)، وجامعة برنستون، وجامعة ييل وجامعات أمريكية أخرى من حيث السمعة الدولية.
معظم الجمعيات العلمية البريطانية الرائدة يقع مقرها في لندن. المعهد الملكي لبريطانيا العظمى يعد مستودع تاريخي وهام لاكتساب المعرفة العلمية من خلال البحث والدراسة.

### مؤسسات التعليم العالي الأخرى
هناك أيضا عدد من المؤسسات والكليات في لندن التي توفر التعليم والمداولة التي تمنح شهادات مصدقة من قبل الجامعات، ولكنها ليست جامعات فعلية بنفسها. بعض هذه الكليات هي مؤسسات خاصة مشابهة جدا للجامعات الفعلية، مثل كلية الأعمال الأوروبية، وكلية لندن لإدارة الأعمال وجامعة ريجنتس.

## التعليم الإضافي
لندن لديها أيضا العديد من كليات التعليم الإضافي التي يمولها مجلس التعلم والمهارات. وعادة ما تكون منفصلة عن نظام التعليم العالي، وتقوم بعرض التعليم المهني دون المستوى الجامعي، ولكن هذا التمييز آخذ في الانهيار، كما أن العديد من كليات التعليم الإضافي تقدم الآن دورات على مستوى الجامعة تصادق عليها جامعة محلية وتعد الطلاب لدخول الجامعات، وكذلك تقوم بتوفير دورات مهنية.

## تعليم الفنون
لندن هي المركز الرائد في بريطانيا لتعليم الفنون. مدارس الموسيقى الأربع في لندن هي الكلية الملكية للموسيقى، الأكاديمية الملكية للموسيقى، كلية ترينيتي للموسيقى، ومدرسة جيلدهول للموسيقى والدراما. وتشمل مدارس الدراما الأخرى الأكاديمية الملكية للفنون المسرحية (RADA)، والكلية المركزية للحوار والدراما. تشمل مدارس الفنون والتصميم كلية سينترال سانت مارتينز للفنون والتصميم، وكلية تشيلسي للفنون والتصميم، وكلية كامبرويل للفنون، وكلية ويمبلدون للفنون وكلية لندن للاتصالات وكلية لندن للأزياء (وكلها جزء من جامعة لندن للفنون )، وكلية غولدسميثس، وكلية سليد للفنون (وكلاهما جزء من جامعة لندن)، ومدرسة التصميم (جزء من جامعة كينغستون) والكلية الملكية للفنون. كلية هورنزي للفنون السابقة هي الآن جزء من جامعة ميدلسكس. جامعة شرق لندن لديها معهد لتطوير الفنون المسرحية - إيباد.

## التعليم الطبي
لندن تعد مركز هام للتعليم الطبي. المدارس الطبية بالمدينة مرتبطة بالمستشفيات الرائدة وبعضها منذ عدة قرون. وانخفض عدد المدارس إلى خمسة مدارس من خلال سلسلة من عمليات الاندماج الأخيرة:
- مدرسة بارتس ولندن للطب وطب الأسنان
- مدرسة طب وطب أسنان كلية كينغ
- مدرسة طب كلية إمبيريال
- مدرسة طب كلية الجامعة وغير الملكية
- مدرسة سانت جورج الطبية

### التعددية الثقافية
لندن معروفة أيضاً كمدينة يسكنها بشكل أساسي ثقافات عديدة من أجزاء أخرى من العالم. وهذا يعني أن الكثير من مجموعات الأقليات تهيمن على السكان البيض الأصليين. يتعين على العديد من المدارس الموجودة حاليا في لندن أن تعلم اللغات الأجنبية للأطفال؛ بل إن بعضهم جزء لا يتجزأ من المنهاج الدراسي، على الرغم من أن ذلك يتم في فئة أو سنة معينة كما هو الحال في عملية التعلم.

## المدارس

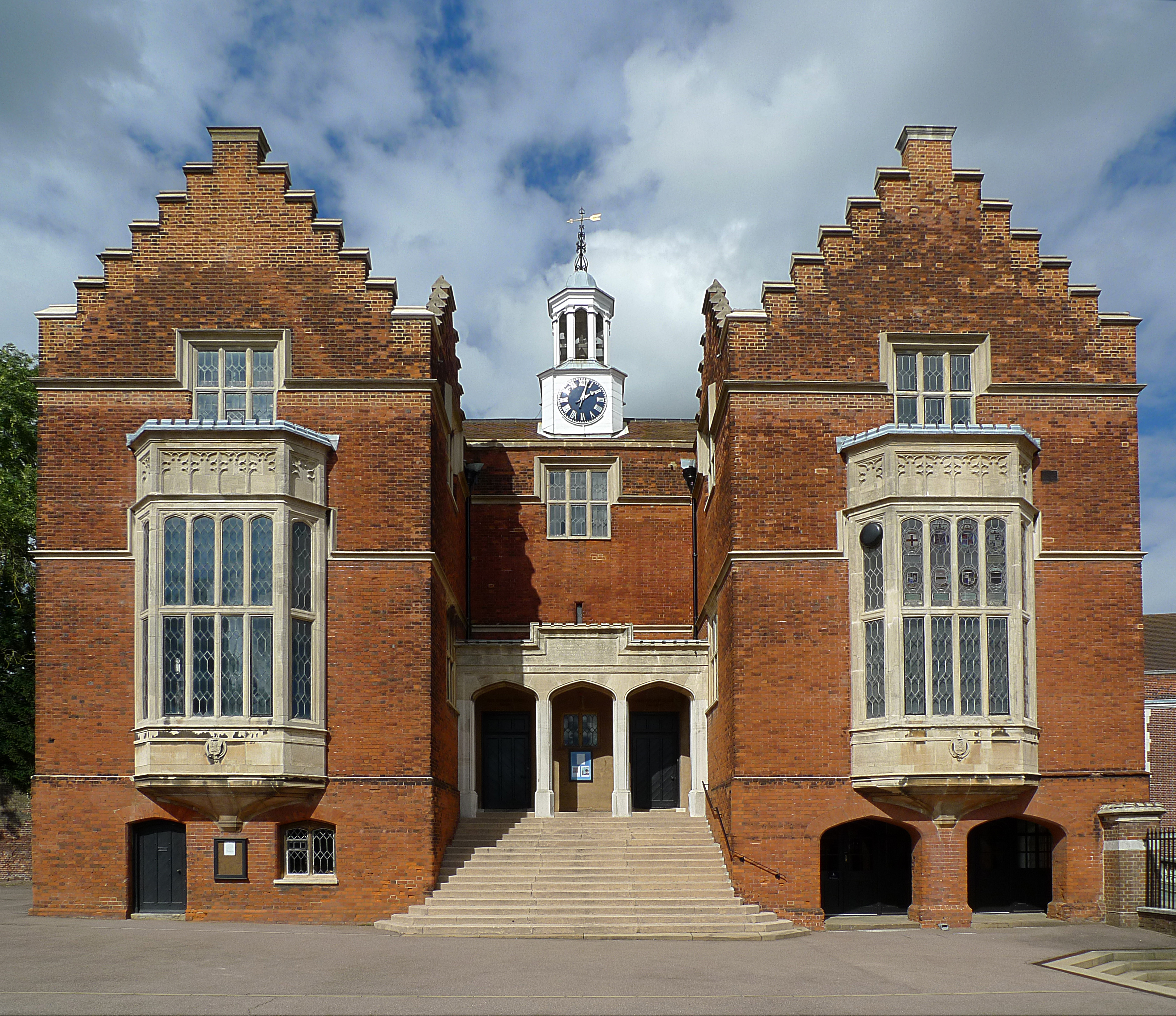
المدارس القديمة، مدرسة هارو

المدارس العامة في لندن الكبرى تشمل هارو، ومدرسة مدينة لندن، ومدرسة الكلية الجامعية، وستمنستر، ومدرسة هايغات، ومدرسة ميرشنت تايلورس ومدرسة سانت بول.
تشمل المدارس الدولية المدرسة الأمريكية في لندن، والمدرسة الألمانية في لندن، والمدرسة اليابانية في لندن، و ليسي فرانسيس شارل ديغول (المدرسة الفرنسية). المدرسة اليابانية في لندن، بالإضافة إلى مدرستها اليومية، لديها أيضا برنامج عطلة نهاية الأسبوع يخدم طلاب الجالية اليابانية في المملكة المتحدة الذين يحضرون المدارس البريطانية والدولية.

## السكن الجامعي
أدى انخفاض نوعية المهاجع التي توفرها المدارس نفسها ونقص إسكان الطلاب والموارد الاقتصادية الجيدة نسبيا للطلاب الدوليين الذين يحضرون المدارس في لندن إلى إتاحة فرصة اقتصادية لشركات مثل يونيت ستودينتس التي قامت ببناء آلاف وحدات سكن الطلبة في لندن.